# Palo (Leyte)
Palo – jedno z większych miast prowincji Leyte na Filipinach. Według spisu powszechnego z roku 2010 miejscowość liczy 62 727 mieszkańców. Znajduje się tu większość biur władz VIII Regionu prowincji. Pozostałe mieszczą się w pobliskim stołecznym mieście Tacloban.
Miasto jest siedzibą Archidiecezji Palo; mieści się tu także rezydencja arcybiskupa oraz seminariów duchownych podległych jego władzy.

## Historia
Wyspę Leyte od wieków zamieszkiwały szczepy Panganuron, Kadampog, Manlangit, Kumago, Kawaring, Kabalhin, Kumagong, Maglain, Bilyu i Dilyu, zaś osiedla, z których powstało dzisiejsze Palo powstały na początku XVI wieku nad brzegami rzeki Bangon, jednak zdaniem miejscowych historyków pierwsze osady w tym miejscu należy datować na XIII, a nawet X wiek.
Tereny te wchodziły pierwotnie w skład państwa Takuranga, a pierwszym znanym władcą był król Guban; następnie były domeną królestwa Kaluugan. Na przestrzeni XIV-XVI wieku poszczególne osady nadrzeczne zaczęły się łączyć, aż w roku 1565 wylądował tu hiszpański podróżnik i odkrywca, Miguel López de Legazpi, który nadał całej wspólnocie obecną nazwę. W jej skład weszły osady Kasangitan, Binangalan, Kasuguran, Bunga, Bangon i Guindapunan. Mieszkańcy Bunga odegrali ważną rolę w historii Palo, bowiem założona przez nich osada Bangon stała się później centrum miasta. W 1768 roku kapitan Balasabas został pierwszym kolonialnym zarządcą i nadał Palo prawa miejskie.
Palo uważane jest za jeden z historycznie pierwszych ośrodków miejskich prowincji. Najbardziej jest jednak znane jako miejsce lądowania gen. Douglasa MacArthura wracającego w roku 1944 na Filipiny po ponad dwuletnim wygnaniu. Wzgórze „522”, znajdujące się dziś niemal w centrum miasta, było wówczas miejscem pierwszych walk toczonych przez siły alianckie i japońskie. Katedra metropolitalna i siedziba archidicezji służyły za szpital dla rannych Amerykanów i Filipińczyków. Wydarzenia te upamiętnia pomnik stojący przy plaży, gdzie MacArthur lądował na czele swych wojsk, przez miejscowych zwany Parkiem MacArthura.
Miasto jest ośrodkiem handlowym i turystycznym, odwiedzanym rokrocznie przez licznych gości. W centrum znajduje się historyczna siedziba władz municypalnych, będąca przez jakiś czas ośrodkiem władzy prowincji Leyte.
Palo znajduje się w północnej części wyspy Leyte, 15 km od stołecznego Taclobanu. W jego skład wchodzą 33 dzielnice (barrios lub barangays) o łącznej populacji ponad 60 000 mieszkańców. Głównymi źródłami ich dochodów są handel produktami rolnymi i produkcja miejscowego wina palmowego o nazwie tuba.
8 listopada 2013 roku Palo doznało poważnych strat za sprawą tajfunu Haiyan, który zniszczył większość zabudowy i zabił setki mieszkańców.

## Demografia
Liczba mieszkańców w latach 1990-2000 wynosiła:
- 1990 – 38 100
- 1995 – 43 095
- 2000 – 47 982
- 2007 – 56 781
- 2010 – 62 727

Odsetek analfabetów wynosi 0,5%.

## Gospodarka
W Palo znajduje się 6,8-hektarowy Information and Communications Technology (ICT) Park i 22-hektarowa Strefa Ekonomiczna Mikuyu będąca w stadium rozwojowym.

## Atrakcje turystyczne
- MacArthur Landing Park

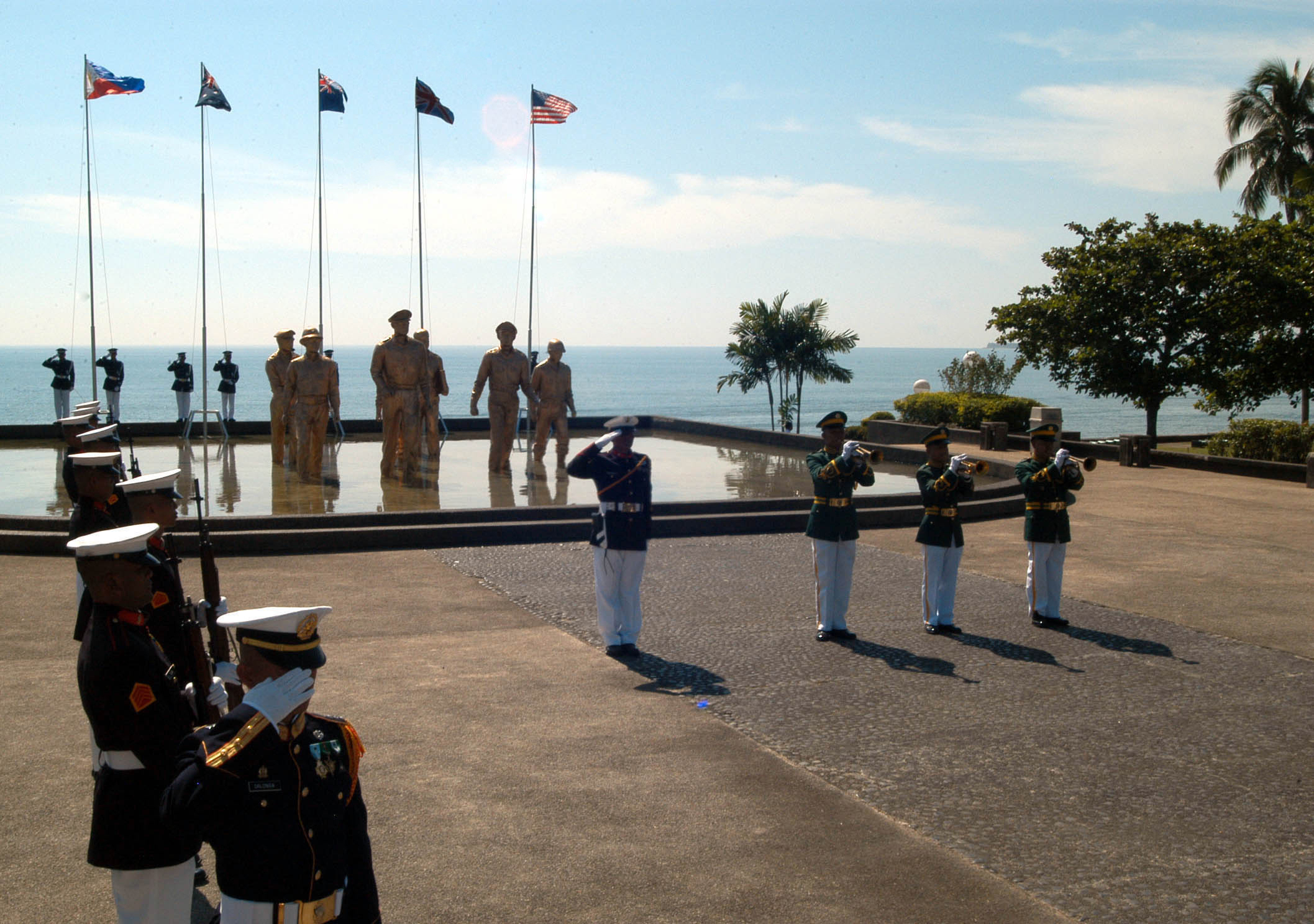
Przed pomnikiem MacArthura w Palo

- Wzgórze Guinhangdan (obecnie rezerwat leśny)
- Sanktuarium japońskie w dzielnicy Caloogan
- Czerwona plaża
- Pomnik żołnierzy filipińskich z II wojny światowej
- Katedra metropolitalna
- Rafy koralowe Binangalan
- Rezerwat roślinności namorzynowej (całoroczny sezon polowań na kaczki)
- Biblioteka Miejska Palo i Muzeum Historyczne